# Oxyopes ovatus
Oxyopes ovatus là một loài nhện trong họ Oxyopidae.
Loài này thuộc chi Oxyopes. Oxyopes ovatus được miêu tả năm 1996 bởi Biswamoy Biswas et al..